# Marcel Rossi
Marcel Rossi, né Basile Rossi le 26 avril 1933 à Marseille où il est mort le 8 septembre 2011,) est un pianiste et un compositeur français. Il a accompagné les grands noms du music-hall dans les années 1950 et années 1960 tels que Yves Montand, Fernandel, Fernand Raynaud, Georges Brassens, Jean Nohain, Fernand Sardou et a composé la musique de plusieurs dizaines de chansons, génériques et pièces musicales diverses.

## Carrière
À 12 ans, l’espace d’un moment, il accompagne au piano Yves Montand. Cinq ans plus tard, il est déjà saltimbanque « professionnel » et joue dans plusieurs orchestres avant de créer le sien avec une quinzaine d’amis. Il joue pour la radio, pour la télévision, accompagne les plus grands, Georges Brassens, Jean Nohain, Fernandel, Fernand Raynaud, et se marie avec la chanteuse Lita Mirial.
Le couple mène l’existence effrénée d’artistes en vogue, à Paris et en tournée jusqu’en 1963 où fatigué et soucieux de voir grandir ses enfants, Marcel Rossi pose ses valises à Marseille et reprend la gérance de plusieurs clubs de jazz où se produisent des dizaines d'artistes français et étrangers. Les activités et les engagements se succèdent, mais Marcel Rossi continue de composer (le plus souvent avec son parolier fétiche, Raymond Mamoudy), de jouer pour lui, pour ses amis jusqu’à la reprise de ses activités de pianiste au restaurant de la Tour Eiffel[réf. nécessaire]. Marcel Rossi fut le pianiste de Jean Nohain et de Fernand Raynaud. Il joua également pour trois chefs d’État en trois semaines : le 17 juin à la Tour Eiffel, au Jules Verne, devant Ronald Reagan, le 3 juillet à l’Elysée, pour Mikhaïl Gorbatchev et François Mitterrand.

## Œuvres
- Les gens riaient, chanson interprétée par Fernandel, musique de Marcel Rossi
- La chanson de Paris, spectacle “Fernand Raynaud - chaud”, musique de Marcel Rossi
- Si tu savais, comédie musicale Purée de nous z’otres interprétée par Fernand Raynaud et Renée Caron, musique de Marcel Rossi
- La Marche verte, hymne marocain 1976, musique de Marcel Rossi
- C’est trop tard, chanson interprétée par Jean-Jacques Gaillard, musique de Marcel Rossi
- Oh ! Oh ! OM, chanson officielle de l’Olympique de Marseille, 1979, musique et orchestration de Marcel Rossi[6]
- L’Hymne à l’Europe, interprété par Tino Rossi, 1979, musique de Marcel Rossi[7]
- Le Temps passera bien sur moi, paroles de la chanson par Raymond Mamoudy, musique de Marcel Rossi

## Publication
- Oui je les ai bien connus... et alors ?, Éditions Prolégoménes, 2010  (ISBN 978-2-917584-22-4)